# Fast & Furious
Fast & Furious is een Amerikaanse actiefilm die op 2 april 2009 uitkwam. De hoofdrollen in deze film worden vertolkt door Vin Diesel en Paul Walker. Het is het vierde deel van The Fast and the Furious-reeks alhoewel het eigenlijk afspeelt voor Tokyo Drift en dus een vervolg is op 2 Fast 2 Furious.

## Verhaal
De voortvluchtige ex-bajesklant Dominic Toretto (Vin Diesel) wordt opnieuw geconfronteerd met agent Brian O’Conner (Paul Walker). Ze gaan terug naar de straten waar het allemaal is begonnen. In dit deel van The Fast and the Furious worden Dominic en Brian gedwongen om samen te werken: ze krijgen te maken met een gezamenlijke vijand. Ze moeten een gevaarlijke deal sluiten om deze te slim af te zijn, wat leidt tot spectaculaire achtervolgingen en gevaarlijke stunts. Uiteindelijk vinden de twee vroegere tegenstanders de enige juiste manier om wraak te nemen…

## Opbrengst
De eerste week van Fast & Furious leverde 72,5 miljoen dollar op. Er zijn zo'n 300.000 mensen naartoe geweest op de eerste dag.

## Rolverdeling
- Vin Diesel als Dominic "Dom" Toretto
- Paul Walker als Brian O'Connor
- Jordana Brewster als Mia Toretto
- John Ortiz als Arturo Braga / Ramon Campos
- Michelle Rodríguez als Leticia "Letty" Ortiz
- Gal Gadot als Gisele Harabo
- Laz Alonso als Fenix Rise
- Sung Kang als Han

## Muziek
De originele filmmuziek werd gecomponeerd door Brian Tyler. In de film werd ook muziek gebruikt van Busta Rhymes, Pitbull en Pharrell Williams.